# Barpeta
Barpeta ist eine Stadt im indischen Bundesstaat Assam.
Die Stadt ist Hauptort des Distrikts Barpeta. Barpeta hat den Status eines Municipal Boards. Die Stadt ist in 22 Wards gegliedert. Sie hatte am Stichtag der Volkszählung 2011 42.649 Einwohner, von denen 21.241 Männer und 21.408 Frauen waren. Hindus bilden mit einem Anteil von über 90 % die Mehrheit der Bevölkerung in der Stadt. Muslime bilden eine Minderheit von über 9 %. Die Alphabetisierungsrate lag 2011 bei 90,8 % und damit deutlich über dem nationalen Durchschnitt.
Barpeta ist das Tor zum Manas-Nationalpark, einem der Nationalparks von Assam und eines der wenigen Tigerreservate Indiens.